# Tromotriche choanantha
Tromotriche choanantha là một loài thực vật có hoa trong họ La bố ma. Loài này được (Lavranos & Harry Hall) Bruyns miêu tả khoa học đầu tiên năm 1995.